# Quiró
Quiró (en grec antic: Χείρων, Khéiron, 'l'inferior' dels fills de Cronos) va ser el més savi i just de tots els centaures de la mitologia grega. Era fill de Cronos i Fílira i vivia al mont Pelió d'on, com altres centaures, en fou expulsat pels lapites. Es va casar amb la nàiade Cariclo i la seva filla Ocírroe va ser la mare de Pelcos. Va ser ensenyat per Apol·lo i Àrtemis. Va instruir Aquil·les, Asclepi, Teseu, Jàson, Aristeu i Acteó i va ser un gran educador en música, art, caça, moral, medicina i cirurgia.

## El mite
Cronos, que estava casat amb Rea, es va enamorar de la nimfa Fílira, però ella el va refusar i per a escapar de la seva persecució es va transformar en euga. Quan Cronos se n'adonà decidí transformar-se en cavall i aconseguir el seu objectiu: d'aquest amor forçat va néixer Quiró.
La seva fama de metge savi es va estendre per tota Grècia. Quiró va conèixer Peleu quan Acastos, per a venjar-se d'una suposada traïció amorosa d'aquest, el va invitar a una cacera durant la qual li va robar l'espasa meravellosa que li havia regalat Hefest i el va abandonar a la seva sort entre els centaures. Tanmateix va ser salvat per Quiró, qui va recuperar l'espasa. Des d'aleshores una gran amistat va unir Peleu i Quiró.
Contràriament a la descripció habitual dels centaures, Quiró no era rude sinó amable i no era primitiu sinó culte, famós per la seva saviesa. Els seus coneixements eren especialment amplis en el camp de les herbes medicinals i les seves propietats curatives.
Alguns dels herois més famosos de la mitologia grega, entre ells Aquil·les, Jàson i Enees, foren alumnes de Quiró. Fins i tot el mateix Apol·lo li va confiar el seu fill Asclepi perquè l'eduqués.
Quant a edat, Quiró era immortal. No obstant això, va tenir la mala sort de ser ferit per una fletxa que el seu amic Hèracles havia untat amb el verí de l'Hidra de Lerna. Veient que no hi havia res a fer, Quiró va cedir la seva immortalitat a Prometeu.

## Enllaços extrens
- http://www.theoi.com/Georgikos/KentaurosKheiron.html